# Henry Garnet

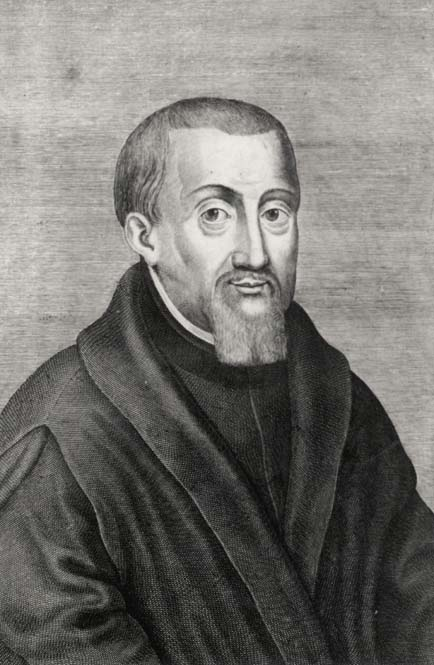
Henry Garnet

Henry Garnet (* 1555 in Heanor, Derbyshire; † 3. Mai 1606 in London) war ein englischer Jesuit.
Henry Garnet wurde als Sohn von Brian Garnet, dem Master der Nottingham High School, 1555 in der Grafschaft Derbyshire geboren. Garnet besuchte das Winchester College und studierte anschließend Rechtswissenschaften in London. Henry Garnet war innerlich der katholischen Kirche zugeneigt, zeigte sich jedoch nach außen mit der anglikanischen Staatskirche konform. Dies änderte sich aber, als er zwanzigjährig mit seinem bisherigen Leben abschloss und in Rom dem Jesuitenorden beitrat. Dort beendete Garnet sein Studium unter Professor Roberto Francesco Romolo Bellarmino und trat in Kontakt mit Zeitgenossen wie Robert Parsons und Robert Southwell. Mit Letzteren wurde Henry Garnet 1586 auf Mission nach England geschickt.

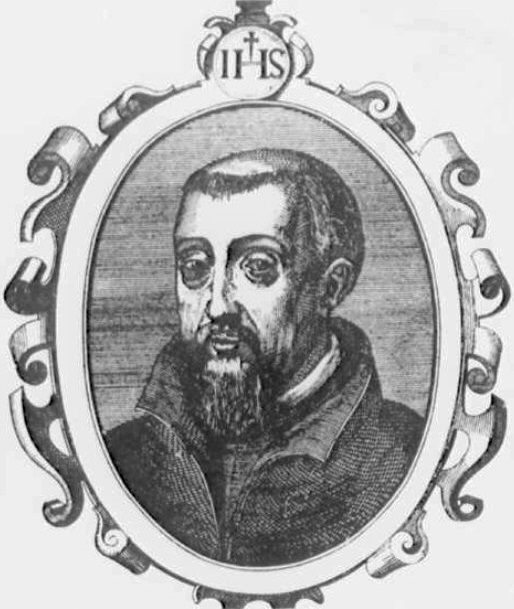
Henry Garnet

Nach der Verhaftung von William Weston folgte ihm Garnet 1587 als Superior der englischen Jesuiten. Als Jesuitenoberer war er in mehrere kirchen-politischen Konflikte verwickelt. Die bekannteste Auseinandersetzung war der Erzpriesterstreit 1594.
1605 erhielt Henry Garnet, als er eine Beichte abnahm, Kenntnis vom Gunpowder Plot. Da er das Beichtgeheimnis wahren wollte, wurde er später als Mitwisser angeklagt und als Hochverräter verurteilt. Am 3. Mai 1606 wurde Garnet schließlich in der Nähe der St Paul’s Cathedral hingerichtet.